# Radioscopie (émission de radio)
Pour les articles homonymes, voir Radioscopie.
Radioscopie est une émission culturelle radiophonique créée par Jacques Chancel le 5 octobre 1968 et diffusée sur France Inter tous les jours du lundi au vendredi de 17 heures à 18 heures jusqu'en 1982, puis à nouveau à partir de 1988 jusqu'au 5 janvier 1990. L'émission, au cours de laquelle Jacques Chancel s'entretenait avec des invités, était particulièrement renommée et la plupart des personnalités de l'époque passèrent à l'antenne. En tout, il y eut 2 878 émissions.

## Présentation

### Principe
Dans l'émission Radioscopie le journaliste Jacques Chancel interroge un invité durant une heure,.  
Toutes les émissions sont diffusées en direct. Jacques Chancel passe en moyenne six heures à s'informer au préalable sur son invité. Toutefois, il ne le rencontre jamais avant l'émission afin de le découvrir « en même temps que l'auditeur ».  

### Les invités
Chaque émission était soit dédiée à un invité unique, soit à plusieurs invités. Les premiers invités furent Roger Vadim, Jean Cau, Françoise Hardy, Maurice Rheims, Romain Gary et Guy des Cars. Jacques Chancel a reçu en tout 3 600 invités.

### L'indicatif musical
Pendant les cinq premières années, du 21 octobre 1968 à 1972, un premier indicatif musical débutait l'émission par Almeria fantaisie pour un piano et deux guitares, composé par André Hossein, le père de l'acteur. C'est une composition spécialement écrite pour l'émission par Georges Delerue, intitulée Radioscopie, qui ensuite débutait le programme, indicatif musical au cours duquel la voix chaude de Jacques Chancel énonçait le titre de l'émission avant que les invités ne déclinent successivement leur nom, immédiatement imités par Jacques Chancel.
L'émission Le Grand Entretien, présentée depuis 2010 par François Busnel, semble s'inspirer de ce concept. Par ailleurs, l'invité de l'émission décline lui aussi son nom, comme dans Radioscopie[réf. souhaitée].

## Distinctions
- Prix Ondas en 1971[1],[6].

- Jacques Chancel a reçu un 7 d'or pour la 2 000e émission[16].

## Archives

### Retranscriptions
Certains entretiens de Radioscopie ont été retranscrits et publiés par les éditions Robert Laffont,, (une sélection de ces mêmes entretiens a été rééditée au format poche dans la collection J'ai lu).
- Radioscopie I. Entretiens avec Brigitte Bardot, Jean Marais, le cardinal Daniélou, Sylvain Floirat, Roger Garaudy, Jacques Mitterrand, Henry de Montherlant, Fernand Pouillon, Lucien Rebatet, Arthur Rubinstein, Siné, Robert Laffont, 1970[20].
- Radioscopie II. Entretiens avec Georges Mathé, Madame Simone, Jeanne Moreau, Jacques Monod, Jacques Duclos, Chagall, Edgar Faure, Me Albert Naud, Roger Peyrefitte, Maurice Mességué, Marcel Dassault, Robert Laffont, 1971.
- Radioscopie III. Entretiens avec Abel Gance, Max-Pol Fouchet, Jean Guéhenno, Pr Jacques Ruffié, Mme Paul Fort, Léon Zitrone, Pr Jean Bernard, Jean Lecanuet, Jean-Paul Sartre, Raymond Devos, Robert Laffont, 1973[21].
- Radioscopie IV, écrit en collaboration avec Monique Alié et Bernard Carrère. Entretiens avec Maurice Genevoix, Jacques Lebreton, Gustave Thibon, Régis Debray, le général Bigeard, Roland Barthes, Pr Jean-Paul Escande, Alain Mimoun, Pr Maurice Marois, Valéry Giscard d'Estaing, Robert Laffont, 1976[22].
- Radioscopie V, Les Giboulées de mars, écrit en collaboration avec Monique Alié et Bernard Carrère. Entretiens avec Jacques Attali, Jean-Pierre Chevènement, Jacques Chirac, Robert Fabre, Jean-Pierre Fourcade, Alain Krivine, Brice Lalonde, Jean Lecanuet, Georges Marchais, Michel Poniatowski, Michel Rocard, Jean-Pierre Soisson, Robert Laffont, 1978.
- Radioscopie VI, Des jeunes par milliers, écrit en collaboration avec Monique Alié, Robert Laffont, 1982.
- Jacques Chancel, Jean-Pierre Melville, François Truffaut et Claude Chabrol, Entretiens avec Jacques Chancel : Jean-Pierre Melville, François Truffaut, Claude Chabrol, Louis Malle, Claude Lelouch., dl 2017 (ISBN 978-2-7103-8346-8 et 2-7103-8346-2, OCLC 1008657750, présentation en ligne, lire en ligne)

### Audios
- Plus de 1 300 émissions sont disponibles à l'écoute sur le site payant de l'Institut national de l'audiovisuel (INA)[23].

Une sélection a été commercialisée par l'INA et Radio France sous forme de cassettes audio puis de CD, reprenant l'émission originale ou présentant des choix thématiques,.
- 100 heures avec Jacques Chancel - 11 CD, Radio France Livres, 5 novembre 2015 (ISBN 9782904965425, présentation en ligne)
- Certaines émissions sont rediffusées sur France Inter (par exemple : durant l'été 2015[26] ou en podcasts[1],[27],[28]).